# Park Sanssouci

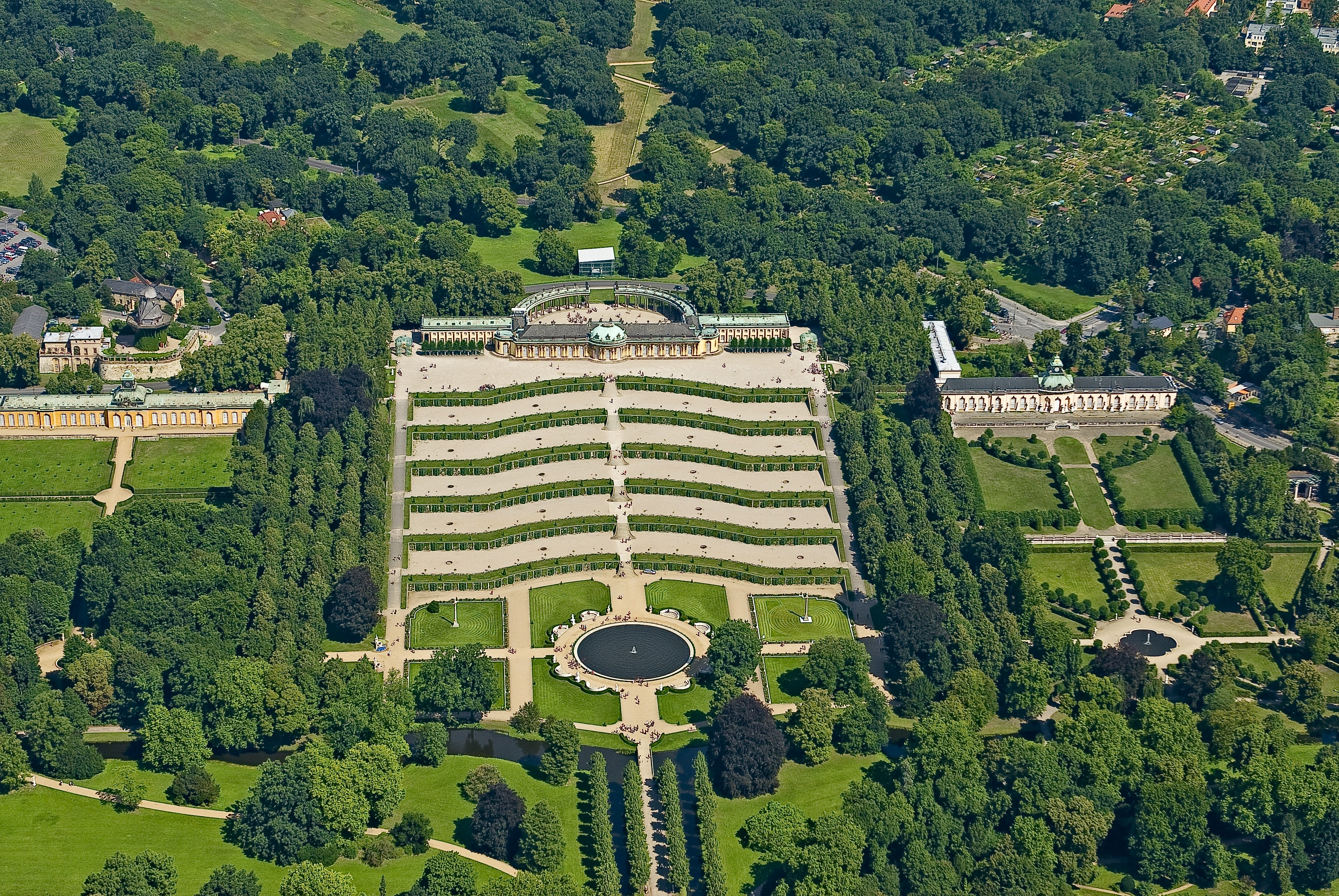

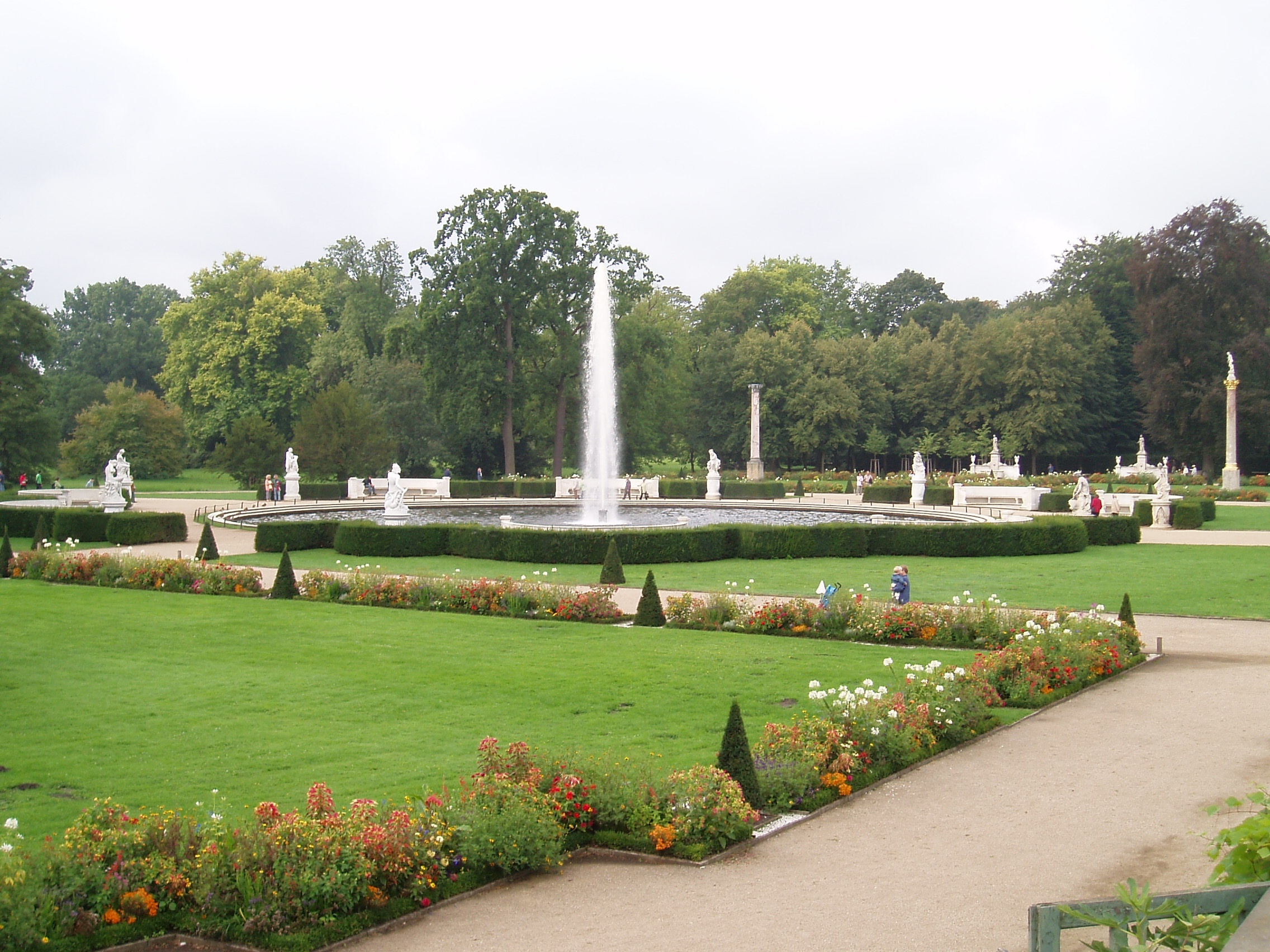
Französischer Garten am Fuße der Weinbergterrassen

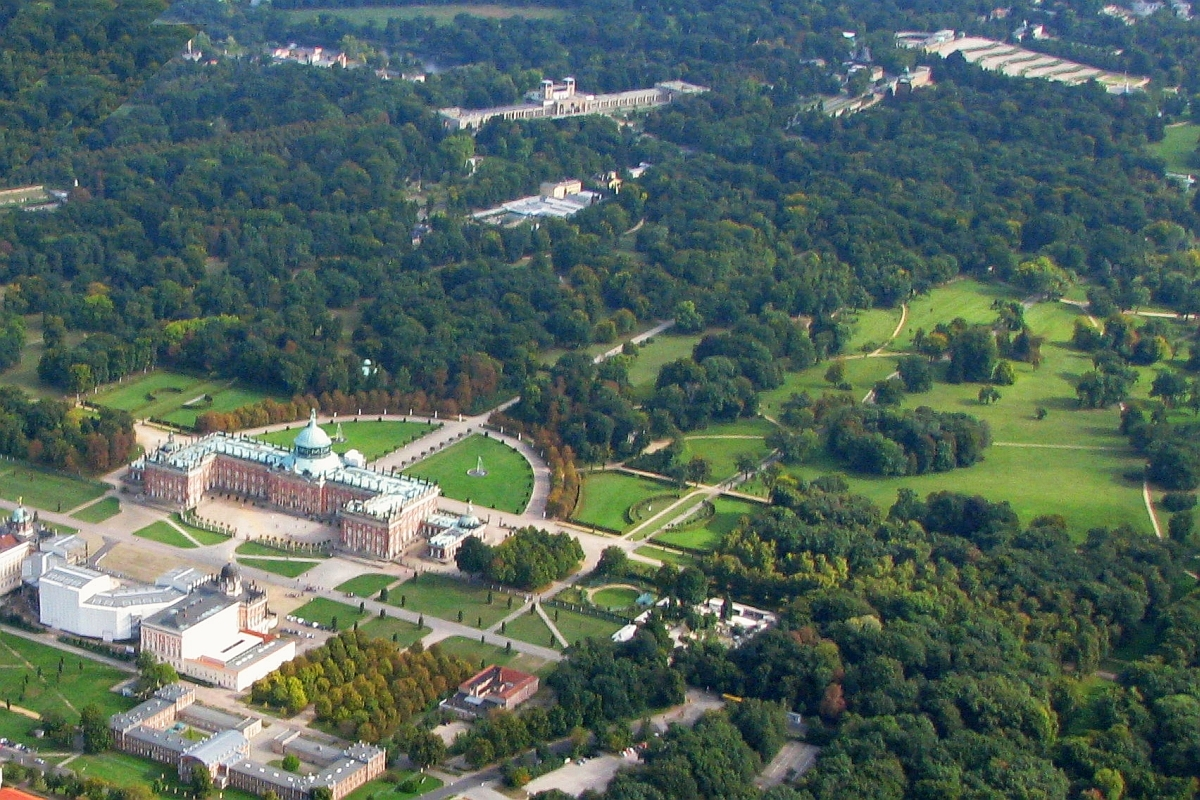
Luftbild des Parks Sanssouci. Vorne, links das Neue Palais, in der Mitte oben das Orangerieschloss und rechts oben das Schloss Sanssouci

Der Park Sanssouci (von französisch sans souci ‚ohne Sorge‘) gehört wie der Park Babelsberg und der Neue Garten zu dem Ensemble der Potsdamer Schlossparks. Ab 1744 wurden im Auftrag und nach Ideen Friedrichs II. von Knobelsdorff, Unger und Gontard das Schloss Sanssouci, die Bildergalerie, die Neuen Kammern und das Neue Palais im Stil des Friderizianischen Rokoko erbaut. Ab 1825 folgten im Auftrag und nach Ideen Friedrich Wilhelms IV. von Schinkel, Stüler und Persius das Schloss Charlottenhof, die Römischen Bäder, die Friedenskirche und das Orangerieschloss im Stil des Klassizismus. Den rund 300 Hektar großen Park mit der historischen Mühle, dem Chinesischen Haus, dem Drachenhaus und dem Belvedere gestaltete Lenné vom französischen Architekturgarten zum englischen Landschaftsgarten um. Das von der Stiftung Preußische Schlösser und Gärten Berlin-Brandenburg verwaltete Ensemble gehört als Teil der Schlösser und Parks von Potsdam und Berlin seit 1990 zum UNESCO-Welterbe.

## Französischer Garten FriedrichsII.
Nach der Terrassierung des Weinbergs und der Fertigstellung des Schlosses Sanssouci wurde die Umgebung in die Gestaltung einbezogen. Es entstand ein barocker Ziergarten mit Rasenstücken, Blumenrabatten, Hecken und Bäumen. In den Heckenquartieren pflanzte man 3000 Obstbäume. Orangen, Melonen, Pfirsiche und Bananen gab es in den Treibhäusern der zahlreichen Parkgärtnereien. Auf die Verbindung von Zier- und Nutzgarten weisen die Göttinnen Flora und Pomona hin, die das Obeliskportal am östlichen Parkausgang schmücken.
Durch die Ausweitung der Anlage nach dem Bau weiterer Gebäude bildete sich eine schnurgerade, rund zwei Kilometer lange Hauptallee. Diese begann im Osten an dem 1748 errichteten Obelisken und verlängerte sich im Laufe der Jahre bis zum Neuen Palais, das den Abschluss im Westen bildet. In Höhe der 1764 errichteten Bildergalerie und der 1774 errichteten Neuen Kammern, die das Schloss flankieren, öffnet sich die Allee zu Rondellen mit Fontänenbecken, die von Marmorplastiken umsäumt werden. Von diesen Punkten zweigen zwischen hochgewachsenen Hecken Wege sternförmig in weitere Gartenbereiche ab.
Bei der Gestaltung der Parkanlage führte Friedrich der Große fort, was er schon in Neuruppin und Schloss Rheinsberg begonnen hatte. Schon während seines Aufenthalts in Neuruppin, wo er in seiner Kronprinzenzeit von 1732 bis 1735 Befehlshaber eines Regiments war, ließ er an seinem Wohnsitz einen Zier- und Nutzgarten anlegen. Bereits hier wich er von der klassischen Gestaltung der rein auf Repräsentation bedachten barocken Gartenanlagen nach dem Vorbild von Versailles ab, indem er das Schöne mit dem Nützlichen verband. Diesem Prinzip folgte er auch in Rheinsberg. Bei der Umgestaltung des Schlosses, das Friedrich II. 1734 von seinem Vater, dem Soldatenkönig Friedrich Wilhelm I., geschenkt bekam, ließ er von Hecken eingefasste Obst- und Gemüsequartiere anlegen. Die Hauptachse und eine größere Querachse waren hier schon nicht mehr auf das Schloss gerichtet, wie es in Parkanlagen französischer Prägung üblich war, sondern verliefen vom Südflügel ausgehend rechtwinklig zum Gebäude.

### Französisches Rondell
Die Originale der vier nördlichen Skulpturengruppen an der Fontäne des französischen Rondells kamen 1750 als Geschenk des französischen Königs Ludwig XV. an Friedrich II. nach Sanssouci. Die Originale der nördlichen Skulpturen von Venus und Merkur, der gerade seine geflügelten Sandalen befestigt, von Jean-Baptiste Pigalle befinden sich im Bode-Museum in Berlin und wurden 1844 durch eine Kopie des Merkur von Heinrich Berges und 1904 durch eine Kopie der Venus von Paul Hubrich ersetzt. Daneben folgen die Elemente Luft (westlich) und Wasser (östlich) im Original von Lambert-Sigisbert Adam, der Friedrichs Einladung nach Potsdam nicht folgte und stattdessen seinen jüngeren Bruder François Gaspard Adam schickte, der bis 1759 blieb und das Rondell mit den Göttinnen und Göttern (im Uhrzeigersinn) Apollon, Diana, Mars, Juno, Jupiter, Mars und Minerva sowie den weiteren Elementen Feuer und Erde vervollständigte. Durch die Kreuzung der nordsüdlichen und westöstlichen Wegeachsen im französischen Rondell wird die Fläche um die große Fontäne in vier Quadranten geteilt, in deren Mitte sich jeweils die Darstellungen der vier Elemente befinden. Die Marsstatue im Westen wurde 1764 von ihrem Neffen Sigisbert François Michel fertiggestellt. Von 2000 bis 2010 wurden sämtliche Skulpturen durch originalgetreue Kopien aus Carrara-Marmor ersetzt. 
1841 und 1841 wurde das Fontänenbecken und damit der Aufstellungskreis der Skulpturen erweitert, zwischen denen wenig später Marmorbänke aufgestellt wurden.

## Holländischer Garten FriedrichsII.
In den 1760er Jahren legte der Gärtner Joachim Ludwig Heydert (1716–1794) im Auftrag des Königs im östlichen Lustgarten zwischen Bildergalerie und dem namengebenden Oranierrondell den Holländischen Garten an.

## Wasserversorgung des Parks

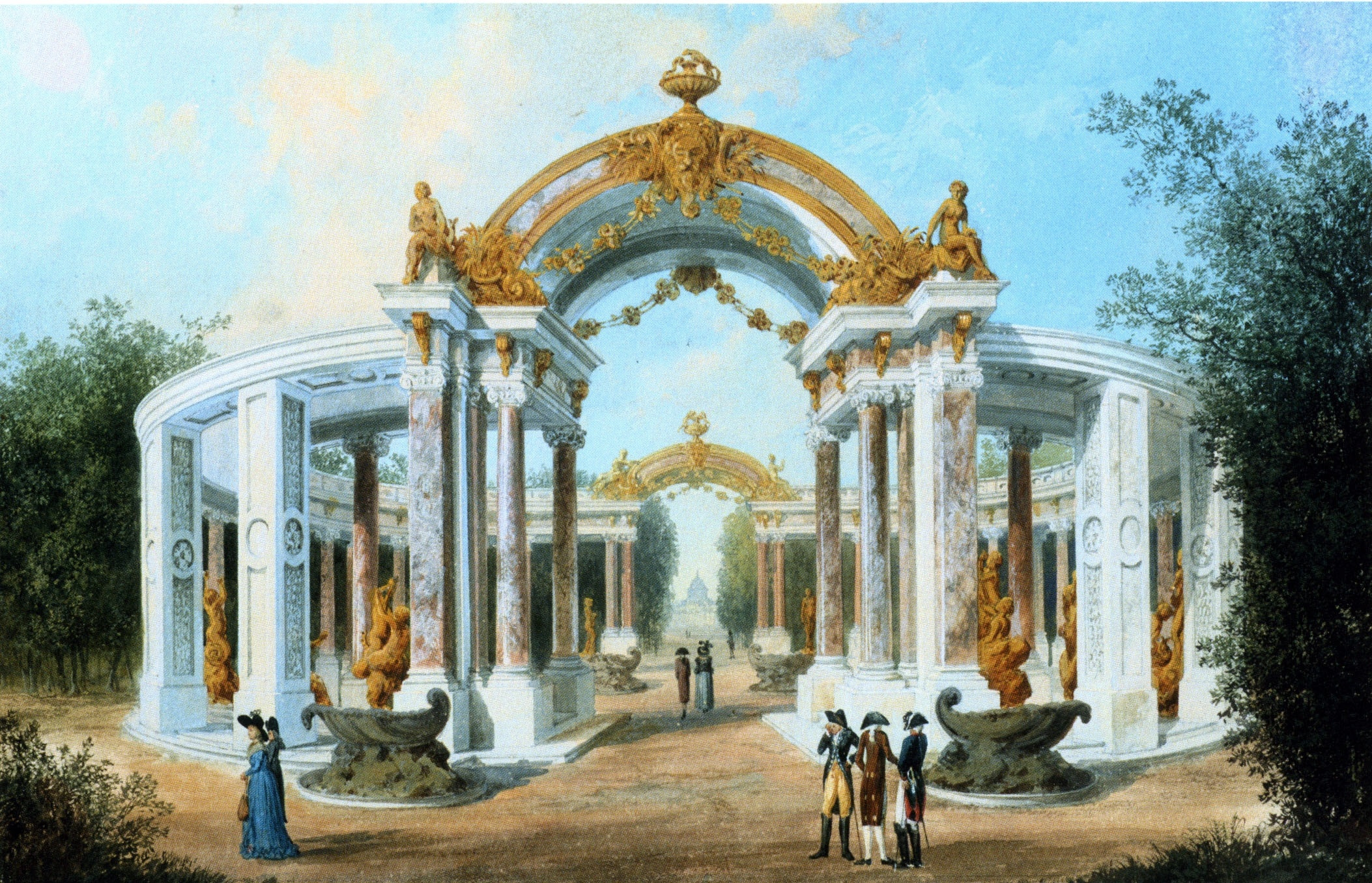
Ehemalige Marmorkolonnade im Rehgarten. Aquarell von Johann Friedrich Nagel, um 1792

Friedrich der Große investierte viel Geld in das Fontänensystem des Parks, da Wasserspiele ein fester Bestandteil barocker Gärten waren. In Sanssouci scheiterte das Projekt jedoch an der mangelnden Fachkenntnis der Baumeister, sodass es nicht gelang, Wasser aus einem Hochbecken auf dem Ruinenberg hinunter in den Park zu leiten. Die 1757 fertiggestellte Neptungrotte im östlichen Parkteil kam deshalb ebenso wenig zu ihrer vorgesehenen Funktion wie die Fontänenanlagen oder die 1751 bis 1762 nach Plänen von Georg Wenzeslaus von Knobelsdorff errichtete Marmorkolonnade, die sich im westlichen Abschnitt der Hauptallee, innerhalb des Rehgartens, befand. Das durch seinen ehemaligen Standort auch „Rehgartenkolonnade“ genannte Wasserspiel ist heute nicht mehr erhalten, da es schon 1797 wegen Baufälligkeit abgebrochen werden musste.
Erst einhundert Jahre später gelang das Vorhaben mit Hilfe der Dampfkraft, und der Zweck des Wasserreservoirs wurde erfüllt. Im Oktober 1842 ging eine von August Borsig erbaute 81,4 PS starke Dampfmaschine in Betrieb und ließ den Wasserstrahl der „Großen Fontäne“ unterhalb der Weinbergterrassen auf 38 Meter steigen. Eigens für diese Maschine wurde an der Havelbucht eine Pumpstation gebaut, die, wie Persius in sein Tagebuch schrieb, „nach Art der türkischen Moscheen mit einem Minarett als Schornst.[ein]“ von Friedrich Wilhelm IV. in Auftrag gegeben und zwischen 1841 und 1843 von Persius errichtet wurde.

## Englischer Garten Friedrich WilhelmsIV.
Bereits Jahre zuvor erwarb Friedrich Wilhelm III. ein Areal, das südlich an den Park Sanssouci grenzte, und schenkte es Weihnachten 1825 seinem Sohn Kronprinz Friedrich Wilhelm (IV.). Auf der Stelle eines ehemaligen Gutshauses errichteten Karl Friedrich Schinkel und Ludwig Persius das Schloss Charlottenhof. Mit der Gestaltung des umgebenden Geländes wurde Peter Joseph Lenné beauftragt. Unter Berücksichtigung des barocken Zier- und Nutzgartens aus friderizianischer Zeit verwandelte der Gartenarchitekt das flache, stellenweise sumpfige Gelände in einen offenen Landschaftspark. Durch weite Wiesenflächen entstanden Sichtachsen zwischen Schloss Charlottenhof, den Römischen Bädern und dem Neuen Palais mit dem Freundschaftstempel aus der Zeit Friedrichs des Großen. Locker gesetzte Strauch- und Baumgruppen beleben die große Parkfläche, an deren südöstlichem Ende ein Wassergraben zu einem Teich erweitert wurde. Den Erdaushub nutzte Lenné für die Gestaltung eines sanft hügeligen Geländes, auf dessen obersten Punkten die Spazierwege sternförmig zusammentreffen. Dieser südliche Teil ist auch als Park Charlottenhof bekannt.
Friedrich II. und Friedrich Wilhelm IV. prägten im 18. und 19. Jahrhundert die Anlage im jeweils zeitgenössischen Stil und schufen unter eigener künstlerischer Mitwirkung durch ihre Architekten, Bildhauer, Maler, Dekorateure und Gartengestalter ein Gesamtkunstwerk von Architektur und Gartengestaltung, dessen Herzstück die Weinbergterrassen mit dem bekrönenden Schloss sind. Die historische Parkanlage Sanssouci mit einer Fläche von etwa 290 ha und fast 70 Kilometer Wegelänge ist die größte in der Mark Brandenburg.
Im Park und auf dem angrenzenden Klausberg entstanden neben dem Schloss Sanssouci noch weitere Gebäude und Gartenarchitekturen unter Friedrich II., die auch heute noch erhalten sind:
- Bildergalerie
- Neue Kammern
- Neptungrotte
- Chinesisches Haus
- Neues Palais mit den Communs und dem Triumphtor
- Freundschaftstempel
- Antikentempel
- Obeliskportal und der Obelisk
- Ensemble Künstliche Ruinen auf dem Ruinenberg (nördlich vor dem Park)
- Belvedere auf dem Klausberg (am Nordrand des Parks)
- Königlicher Weinberg am Klausberg (am Nordrand des Parks)
- Drachenhaus auf dem Klausberg (am Nordrand des Parks)
- Winzerberg am Triumphtor (am Ostrand des Parks)

Friedrich Wilhelm IV. ließ den Park Sanssouci mit weiteren Gebäuden ergänzen:
- Schloss Charlottenhof
- Römische Bäder
- Friedenskirche mit den angrenzenden Gebäudegruppen
- Orangerieschloss, auch Neue Orangerie (am Nordrand des Parks)

Ein zugeschüttetes, nicht mehr sichtbares Modell-Fort nordöstlich des Neuen Palais, nahe der Maulbeerallee, stammt aus der Zeit Wilhelms II.

## Rezeption
Der Park stand allen Besuchern offen, ebenso die Bildergalerie, die man unter Führung des Aufsehers besichtigen konnte. Aber auch das Neue Palais und sogar Schloss Sanssouci selbst wurden Besuchern zugänglich gemacht, wenn der König gerade nicht anwesend war.
Der französische General Graf Guibert schrieb über Sanssouci zur Zeit Friedrichs:

„Dort fand man nie, wie sonst auf den Straßen zu den Höfen, jenen Lärm, jenes Getümmel, jenes ewige Hin und Her der müßigen Größe, des ordentragenden Dünkels und der geschäftigen Ränkesucht. Nicht verletzt wurde das Auge durch den Anblick der Hoffnungen, der Habgier und Ehrsucht, aller jener Leidenschaften, die öfter unglücklich als befriedigt sind. Man konnte glauben, zum Wohnsitz eines einfachen Bürgers zu kommen. Drei oder vier Soldaten ohne Waffen in der Nähe des Schlosses als einzige Wache änderten an diesem Eindruck nicht viel. Kaum, daß ein paar verstreute Bediente sich hier und da zeigten. Alles schien verlassen und war darum desto erhabener, wie in jenen Tempeln, wo die Einsamkeit weit mehr als das Gedränge die Gegenwart der Gottheit verkündet und zur Anbetung ruft. Man durchschritt dies Schloss, und seine menschenleere Weitläufigkeit, die Pracht, die mehr für die Neugier als für den Gebrauch entfaltet schien, die kleine Wohnung, auf die Friedrich sich beschränkte, alles hätte den Glauben erwecken können, daß dort ein König wohnte, der zwar seinen Palast behalten, aber die Krone niedergelegt hätte.“

Marschall Francisco de Miranda schrieb 1785:

„Wir nahmen einen Lohndiener und einen Wagen und besuchten das Schloss von Sans-Souci … In der Bücherei am Fenster stand der Armsessel des Königs an einem Lesepult mit der aufgeschlagenen ‚Kriegskunst‘ von Marschall von Pussegur Unser Führer sagte uns, daß seine Majestät vorhin darin gelesen hätten. Bücherei und Wohnräume überaus künstlerisch und kostbar ausgestattet, prächtigstes Mobiliar. Inmitten all dieser Pracht fällt im Speisesaal ein einfacher runder Holztisch auf. Das Bett in einer durch einen Wandschirm abgetrennten Ecke, ein ganz gewöhnliches Holzgestell, wäre zu dürftig für einen Mönch. Sonst sind Gardinen und Möbel kostbar, sehen aber, da der Gebrauch von Taschentüchern anscheinend unbekannt ist, sehr ekelhaft aus.“

Und Goethe schrieb nach einem Besuch 1778:

„Und dem alten Fritz bin ich recht nah geworden, da ich hab sein Wesen gesehn, sein Gold, Silber, Marmor, Affen, Papageien und zerrissene Vorhänge, und hab über den großen Menschen seine eigenen Lumpenhunde räsonnieren hören.“